# Personenschutz Ausland der Bundespolizei
La Personenschutz Ausland der Bundespolizei (PSA BPOL - in lingua italiana Protezione delle persone all'estero della Bundespolizei) è un'unità della Bundespolizei e ha lo scopo di proteggere i cittadini tedeschi nelle ambasciate e nelle zone di guerra al di fuori del territorio tedesco. Dal gennaio 2009 è presente la PSA BPOL anche nell'ambasciata tedesca a Kabul.

## Storia
La protezione dei cittadini tedeschi all'estero è compito della Bundespolizei. Accanto all'ordine pubblico domestico come protezione delle frontiere sul suolo germanico (fino al 2005 attività del Bundesgrenzschutz) viene usato il personale della PSA BOL per proteggere le persone dipendenti nelle ambasciate tedesche, in caso di crisi in zone di guerra. Viene impiegato anche il gruppo GSG 9 der Bundespolizei. Anche i servizi della Bundeskriminalamt (BKA) vengono impiegati per la protezione dei cittadini all'estero.
Il Ministero federale degli interni tedesco (Bundesministerium des Innern) nell'aprile 2008 decide che la Bundespolizei debba essere riorganizzata, che la protezione non dovesse dipendere solo dal GSG 9 e da altre unità tedesche separate; il concetto fu „Schutz aus einer Hand“ (protezione a sportello unico).

### Costituzione
Nell'aprile 2008 inizia un progetto di costituzione e organizzazione dell'unità, del personale, dell'addestramento e l'impiego operativo. Dal settembre dello stesso anno il Bundespolizeipräsidium Abteilung 4 (Divisione 4) (Internationale Angelegenheiten/Europäische Zusammenarbeit - Affari internazionali/europei) della Aufbaustab Schutzaufgaben in Krisengebieten (Squadra di protezione nelle zone di crisi) viene rinominata in Arbeitsstab Schutzaufgaben in Krisengebieten (ASSIK). All'interno dell'ASSIK vi è il nuovo Referat 44 (Reparto 44) del Bundespolizeipräsidium. Dopo la ridenominazione lo Schutz in Krisengebieten (Protezione nelle zone di crisi) (SIK) diventa Personenschutz Ausland.
Nell'ottobre 2008 viene completato il primo corso con l'operatività dell'unità, dal gennaio 2009 nella capitale afghana Kabul viene impiegata una forza operativa. Il gruppo GSG 9 der Bundespolizei addestra e viene addestrato per la protezione dell'organizzazione e delle infrastrutture della sede nella capitale.

## Addestramento
Per essere impiegati nella Personenschutz Ausland si deve far parte della Bundespolizei, con un'anzianità di servizio di almeno otto anni. Per diplomarsi è necessario un corso della durata di dieci settimane. L'istruzione comporta corsi teorici e pratici di tattica, guida e sicurezza, tiro, protezione delle persone e primo soccorso, ovvero Tactical Combat Casualty Care.

## Organizzazione
L'unità Personenschutz Ausland è presso il Ministero degli affari esteri. Gli alloggi sono piccoli appartamenti autosufficienti. Un impiego all'estero dura tre mesi, poi un impiego di sette mesi in Germania, e poi ancora tre mesi all'estero, a rotazione.

### Trasporti e armi
Vengono impiegati veicoli come il Mercedes-Benz G 280 CDI B6 e ATF Dingo. Come dispositivi di protezione individuale vengono impiegate vesti antibalistiche (Classe protettiva 1+, aumentabile a 4+) ed elmetto, fucile HK G36C, pistola HK P30 V2 BPol, dispositivi di pronto soccorso e apparati radio.

## Impiego operativo
Il primo utilizzo delle forze operative fu positivo. Il concetto „Schutz aus einer Hand“ ebbe un effetto sinergico. Il comando del Personenschutz Ausland (come Referat 44 organo di comando del Bundespolizeipräsidium) crea una solida organizzazione e servizio efficiente. Viene usata l'unità Personenschutz Ausland dal gennaio 2010 con il GSG-9 anche per la protezione dell'ambasciata a Baghdad.